# عالم رياضيات
الرياضي أو الرياضياتي أو الحاسب أو عالم الحساب أو الحسّاب أو الحيسوبي  من تختص دراساته وأبحاثه بالرياضيات.

## دوافع
يهتم علماء الرياضيات بإيجاد صيغ رياضية، أو براهين رياضية للنظريات والمبرهنات، حيث تأتي معظم المسائل من الرياضيات نفسها، ومن فروع أخرى كالفيزياء النظرية أو الاقتصاد أو نظرية الألعاب أو علوم الحاسوب.

## اقتباسات
الرياضياتي، هو مثل الفنان أو الشاعر، يصنع نماذج. إن كانت نماذج أحدهم أشهر من نماذج آخرين فذلك لأنها صنعت من أفكار.
غودفري هارولد هاردي، دفاع رياضياتي.

## أمثلة
- الخوارزمي
- أبو كامل الحاسب
- أبو بكر الكرجي
- علي بن أحمد النسوي

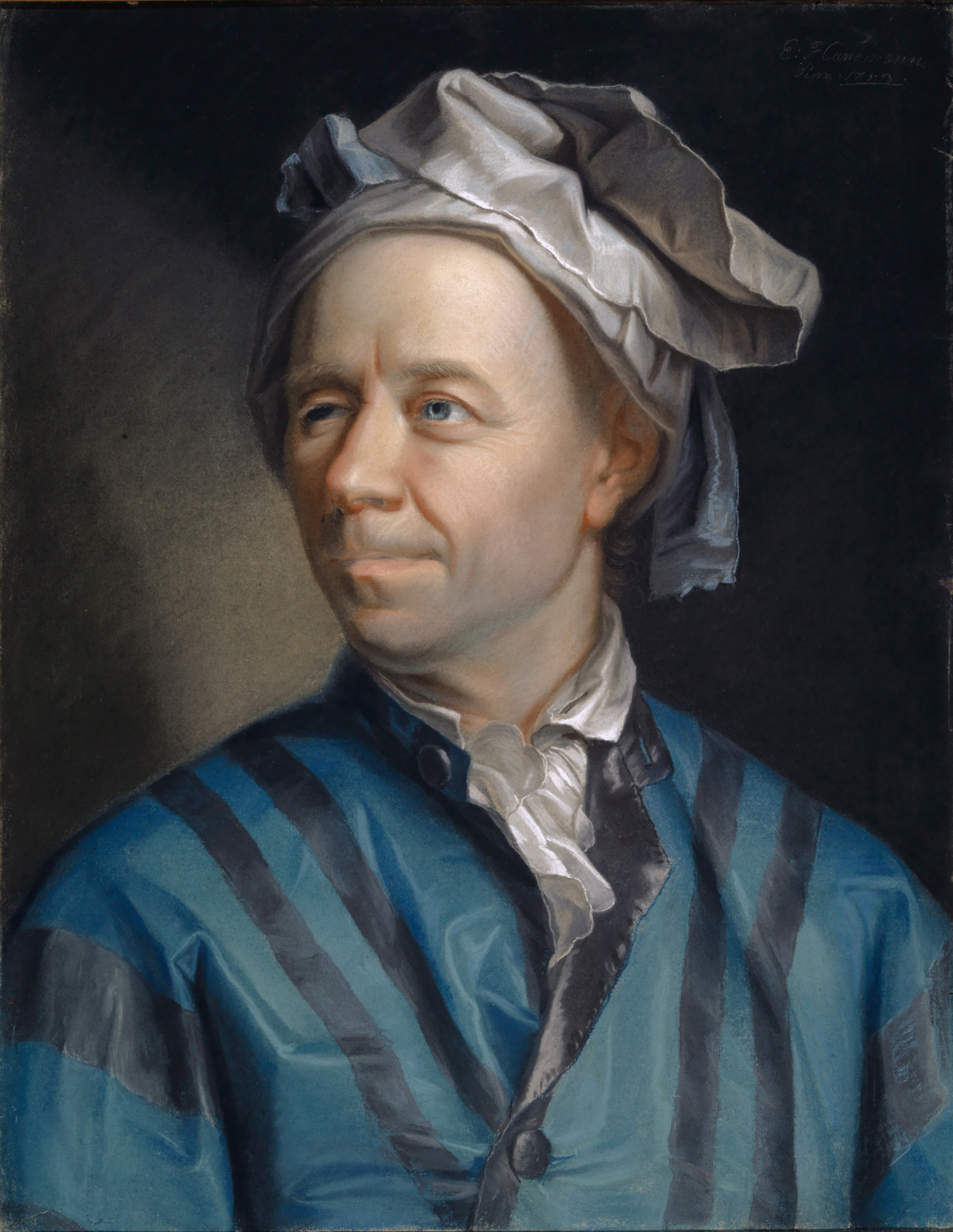
أويلر، من أعظم علماء الرياضيات.
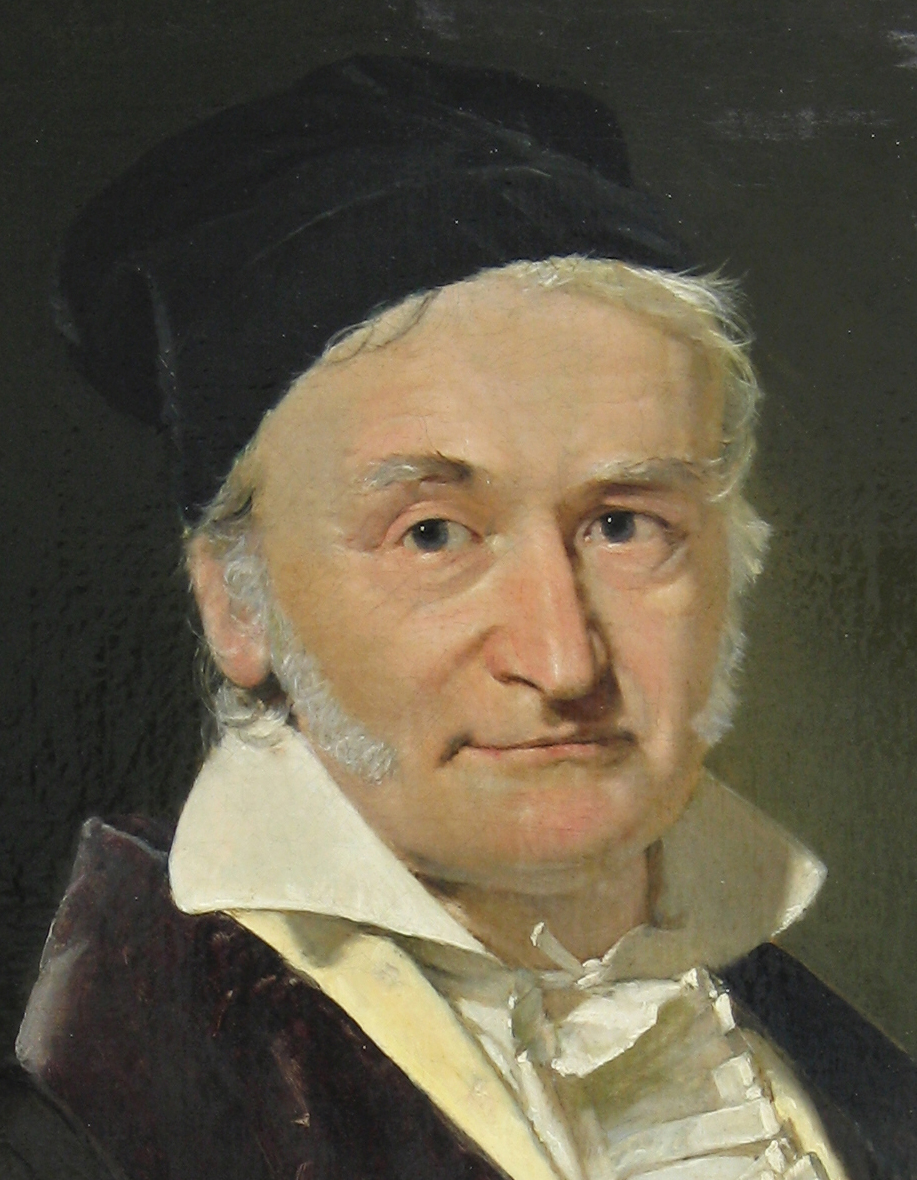
غاوس، تصدر علماء القرن التاسع عشر الميلادي.
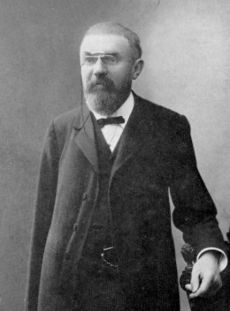
بوانكاريه، آخر من تميز في شتى العلوم الرياضية المعروفة في زمانه.
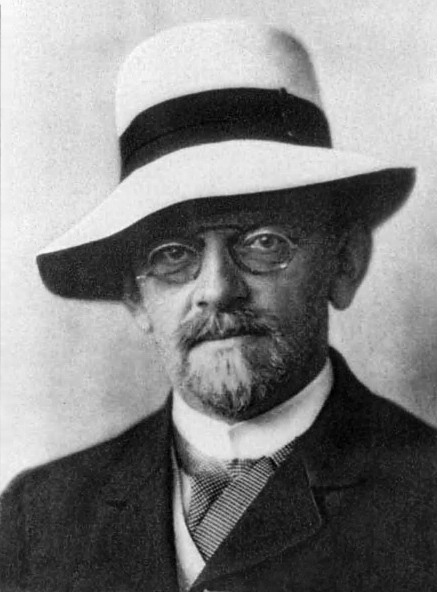
هيلبرت، من أكثر علماء المجال تأثيرا في القرنين التاسع عشر والعشرين.
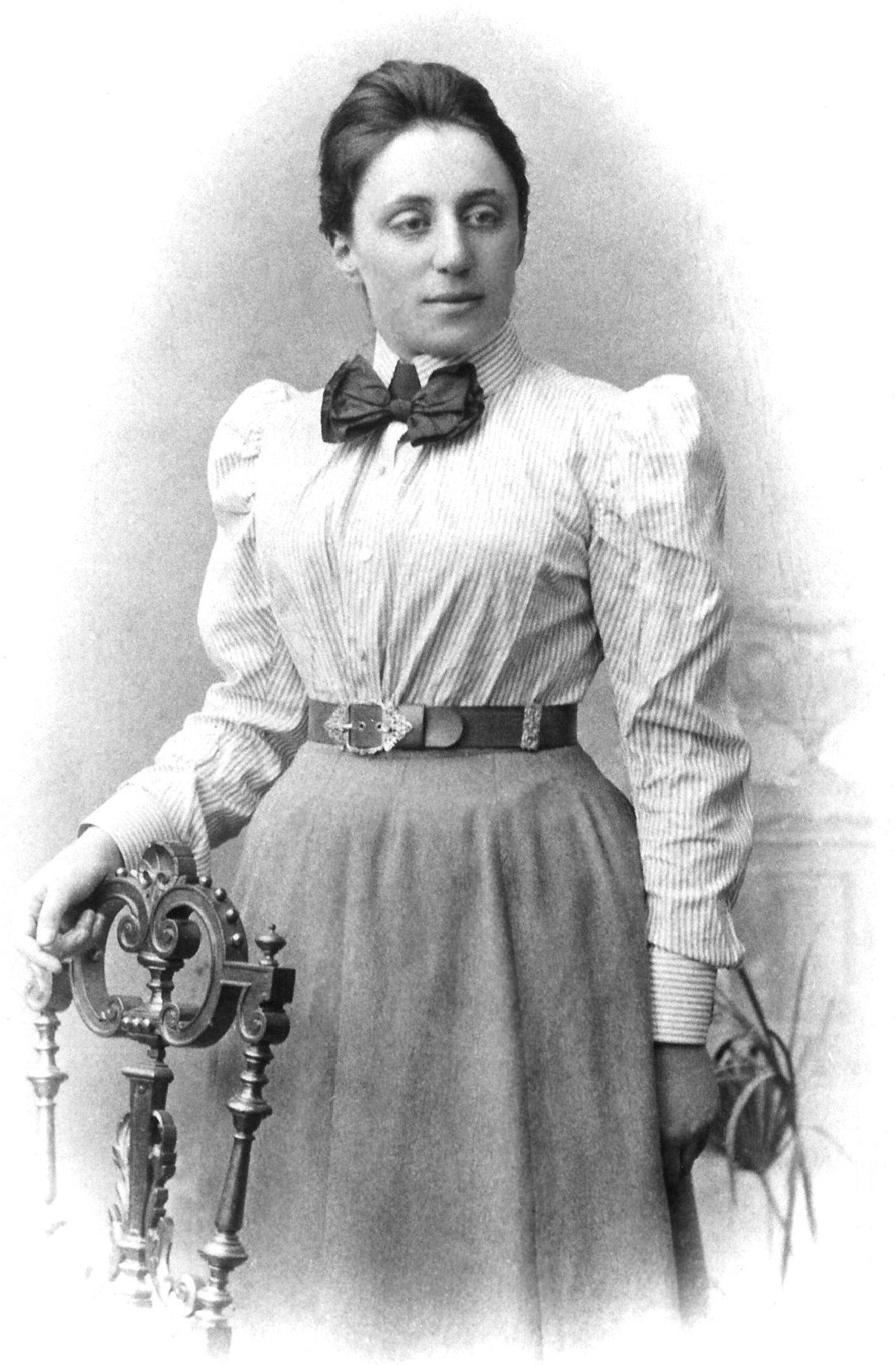
إيمي نويثر، من أبرز عالمات الرياضيات.
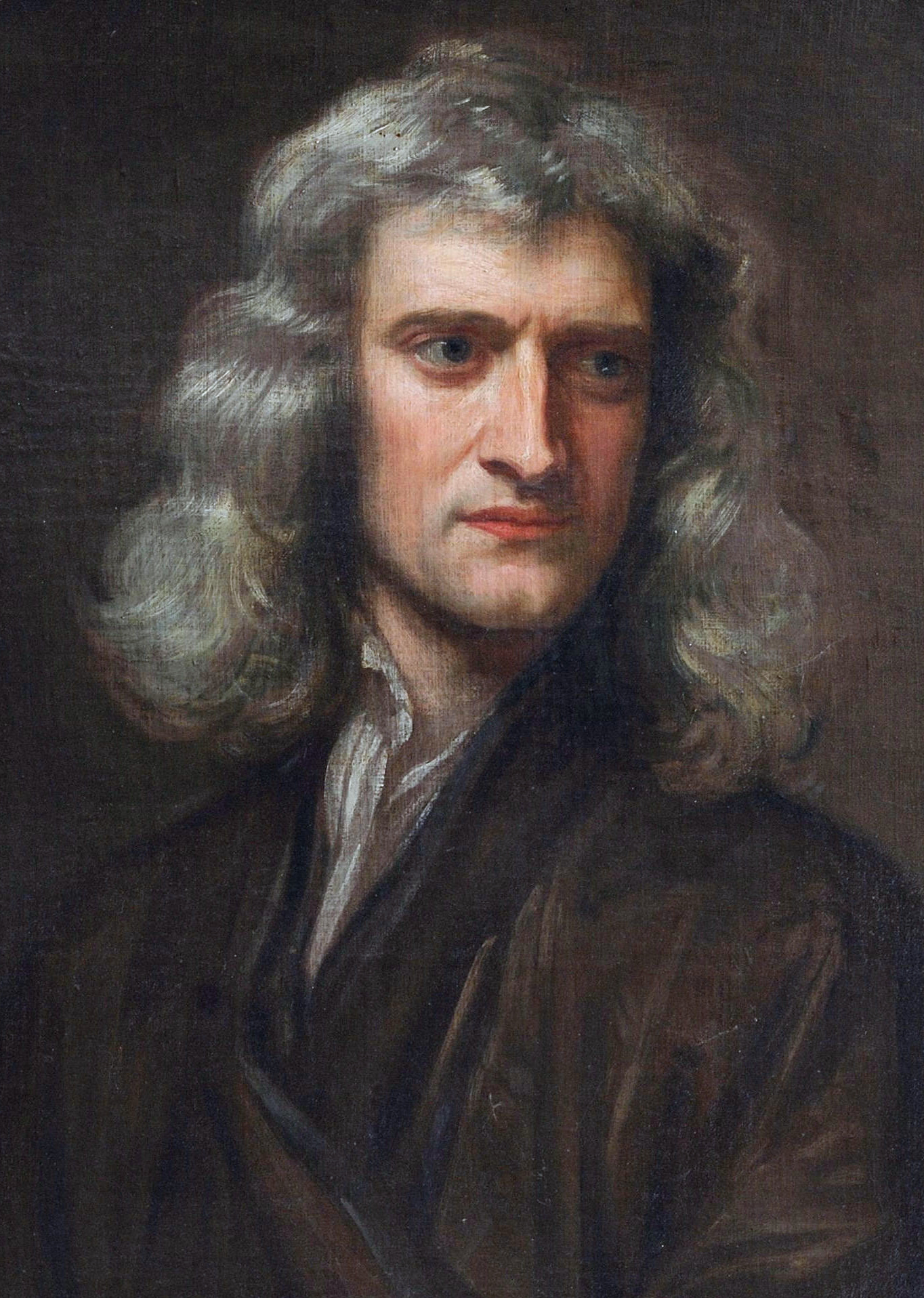
نيوتن وقد طور الرياضيات الفيزيائية.